# ヨタビット
ヨタビット (yottabit) は情報や記憶装置の単位であり、Ybit または Yb と略記される。
- 1ヨタビット = 1024ビット = 1,000,000,000,000,000,000,000ビット

1ゼタビットの1,000倍である。1ヨタビットは 125 ゼタバイトと等しく、8ヨタビットで1ヨタバイトとなる。
1ゼタビットは280ビットという慣用値でも使われるが、数値的な混用を避けるため280ビットはヨビビットを使うことが強く推奨される。キロ、メガ程度の単位の小さな場合は両者の誤差は少ないが、ヨタまで来ると280ビット（=1,208,925,819,614,629,174,706,176ビット）と1024ビットには、20%以上の差がでるのである。